# Pabstiella determannii
Pabstiella determannii är en orkidéart som först beskrevs av Carlyle August Luer, och fick sitt nu gällande namn av Fábio de Barros. Pabstiella determannii ingår i släktet Pabstiella och familjen orkidéer. Inga underarter finns listade i Catalogue of Life.